# آلکوواسور
'آلکوواسور (نام علمی:  †'Alcovasaurus longispinus) نام یک سرده از تیره پوشیده‌خزندگان است. این دایناسور گیاه‌خوار در دوره زمین‌شناسی ژوراسیک پسین زیست می‌کرد.